# Serdiukî, Olevsk
Serdiukî (în ucraineană Сердюки) este un sat în comuna Zolnea din raionul Olevsk, regiunea Jîtomîr, Ucraina.

## Demografie
Componența lingvistică a localității Serdiukî
     Ucraineană (99,44%)
Conform recensământului din 2001, majoritatea populației localității Serdiukî era vorbitoare de ucraineană (99,44%), existând în minoritate și vorbitori de alte limbi.